# Julgamento da intenção
Julgamento da intenção, em filosofia, é uma modalidade de sofisma que consiste em desacreditar a pessoa com a qual se debate, revelando suas intenções como sendo vergonhosas e condenáveis. A nulidade deste argumento ocorre justamente porque as intenções não são comprováveis, ou mesmo não podem ser verificadas. Partem, assim, de uma premissa insuficiente pois trata como fato algo que não é provado.

## Exemplos
- "Este aluno é preguiçoso porque ele gosta de trabalhar em equipe, não para aprender, mas para trabalhar o menos possível."
- "Não deve haver doações ostensivas para organizações humanitárias, porque é um show de hipocrisia: os doadores procuram apenas passar uma imagem generosa."